# Campeonato Peruano de Voleibol Masculino
O Campeonato Peruano de Voleibol Masculino - Série A  é a principal competição de clubes de voleibol masculino do Peru. Trata-se de uma das principais ligas nacionais da América. O torneio é organizado pela Federação Peruana de Voleibol (FPV), chamada de Copa Movistar por ser patrocinada pela Movistar e classifica seu campeão ao Campeonato Sul-Americano de Clubes.

## Edição atual
Equipes que disputarão a temporada 2019:
| Equipe                | Cidade                    | Última participação | Temporada 2018 |
| --------------------- | ------------------------- | ------------------- | -------------- |
| Peerless              | Lima                      | A1 2018             | 2º             |
| Unilever              | Lima                      | A1 2018             | 4º             |
| Regatas Lima          | Lima                      | A1 2018             | 1º             |
| DC Asociados de Tacna | Tacna                     | A1 2018             | 5º             |
| Junior Callao         | Callao                    | A1 2018             | 6º             |
| Deportivo Fishland    | Nuevo Chimbote (distrito) | A1 2018             | 7º             |
| Sparteam Voley        | Lima                      | A1 2018             | 3º             |
| San Antonio           | Lima                      | Estreante           | -              |
| Talentos de Chiclayo  | Chiclayo                  | Estreante           | -              |

## História
O primeiro clube campeão foi o Wanka Callao cujo título ocorreu na primeira edição em 2004